# Gradmätning

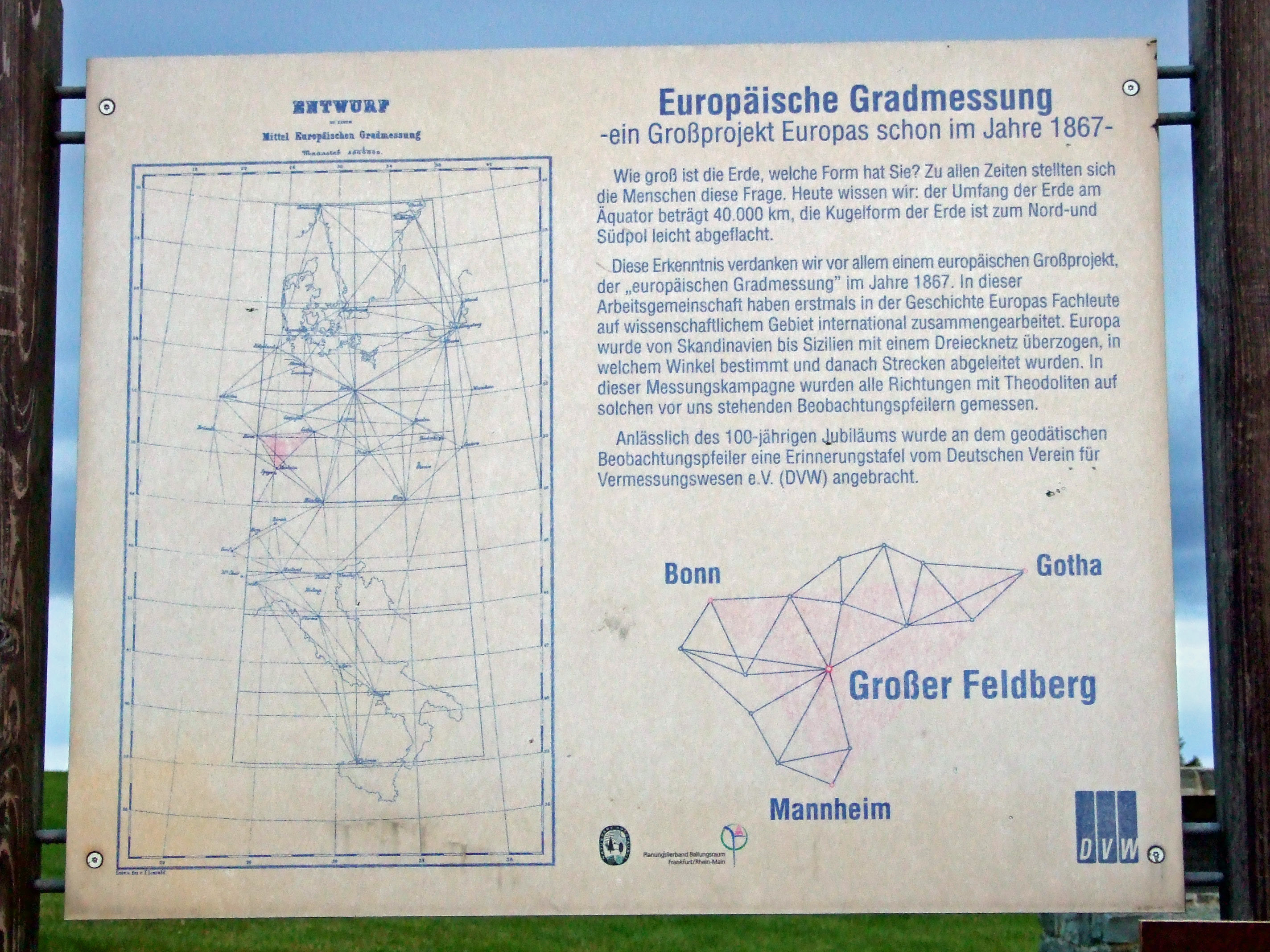
Informationsskylt om den europeiska gradmätningen 1867, på Grosser Feldberg i Taunus.

Gradmätning innebär att man fastställer jordens dimensioner genom att mäta avstånd och vinklar mellan punkter i ett långsträckt triangelnät i nord-sydlig riktning längs en längdgrad.

## de Maupertuis gradmätning

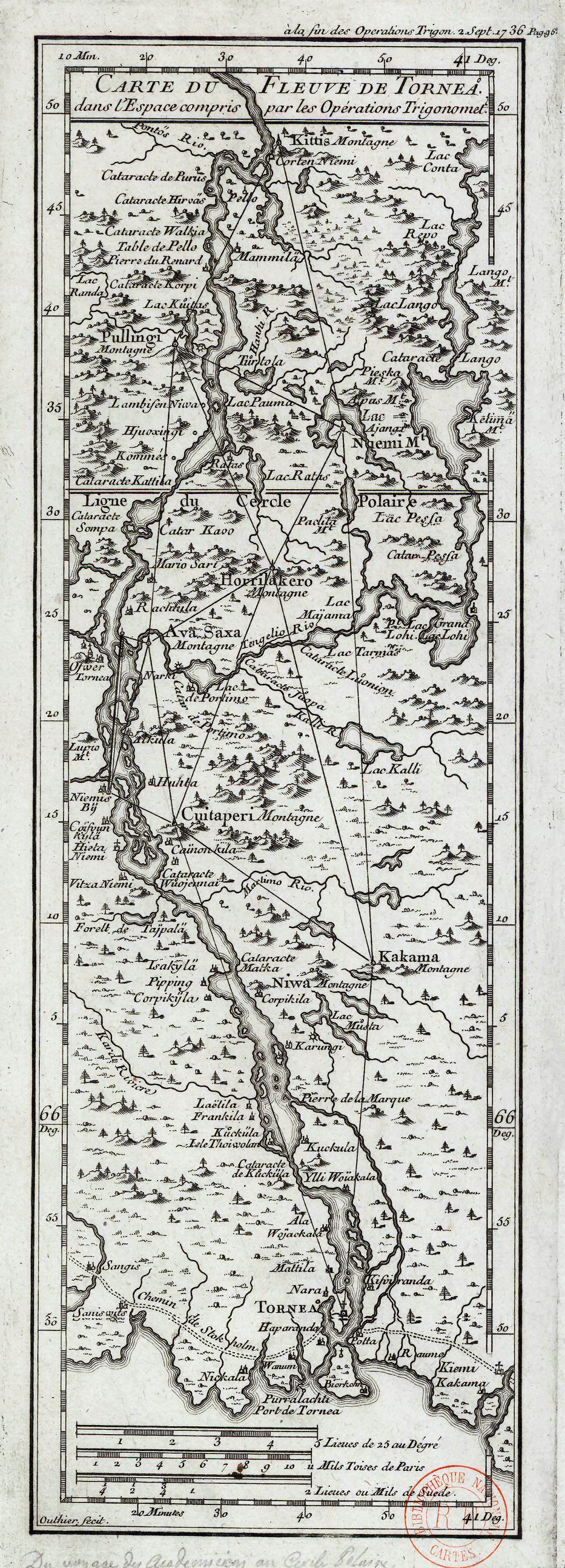
Karta över gradmätningsområdet i Tornedalen

År 1736 sändes en fransk gradmätningsexpedition, ledd av Pierre de Maupertuis, till Lappland. Syftet för expeditionen var att fastställa om jordklotet var tillplattat vid polerna eller vid ekvatorn.
Expeditionen avreste från Paris 20 april 1736. 20 juni var de framme i Torneå. Det var tänkt att gradmätningen skulle utföras längs kusten och på öar i Bottenviken, men efter rekognosering fanns att varken kusten eller öarna var lämpliga. Öarna var inte tillräckligt höga. Planen blev i stället att utföra mätningarna på bergshöjder längs Torne älv, bland annat eftersom älven rinner i lämplig nord-sydlig riktning.
Arbetet påbörjades den 6 juli. Först uppsattes signaler på de berg som man fann tillräckligt höga och lämpligt belägna för att få goda trianglar. Signalen utgjordes av en kon av avkvistade trädstammar resta mot varandra. Sedan uppmättes vinklar mellan signalerna med hjälp av en kvadrant. På så sätt bildas en kedja av trianglar. Vinkelobservationerna var klara i början av september.
Under hösten utfördes astronomiska observationer från de båda ändpunkterna, alltså Kittisvaara vid byn Pello och Torneå stadskyrkas torn. Distansen mellan zenit och en viss utvald stjärna mättes på båda punkter och jämfördes sedan för att få fram hur stor gradskillnaden utefter meridianen var mellan ändpunkterna. Delta-stjärnan i Drakens stjärnbild valdes ut som objekt för observationerna. Tiden mellan observationerna på Kittisvaara och i Torneå hölls så kort som möjligt för att minimera aberration, det vill säga förflyttningen av stjärnan på grund av jordens förflyttning runt solen och rotation kring egen axel. Dessutom beräknades korrektion för att eliminera avvikelse som uppkom av att ändpunkterna inte låg precis på samma meridian och att triangelkedjan inte var helt plan utan svagt sfärisk. En kontrollmätning gjordes under våren. Denna gång med Drakens alfa-stjärna som objekt. (Stjärnor nära zenit valdes för att undvika refraktion.)
För att jämföra storleken av meridianbågen, som fåtts via de astronomiska beräkningarna, med längdavståndet från Kittisvaara till Torneå behövs en uppmätning av en baslinje som ska förenas med triangelkedjan. Genom att veta baslinjens längd kunde längden på triangelsidorna räknas ut och slutligen också avståndet mellan ändpunkterna. Baslinjen hade de dragit över älven vid Aavasaksa, där älven är mycket bred. Baslinjens ändpunkter gjordes synliga från Aavasaksa och Huitaperi. Längden av denna bas uppmättes med mätstänger av trä i december 1736 då älven frusit till is. Baslinjen var cirka 1,5 mil och gick över älven från norra ändpunkten vid byn Närkki, vid älvens östra strand, till södra ändpunkten vid byn Niemis på älven västra strand.
Längden av den meridiangrad de mätt visade att jorden är tillplattad vid polerna.
10 juni 1737 lämnade expeditionen Torneå för att resa hem till Paris.
Samtidigt gjordes en gradmätning i Sydamerika i dåvarande Peru (nuvarande Ecuador) vid ekvatorn, i vilken bland andra Charles Marie de La Condamine, Pierre Bouguer och Louis Godin deltog.

### Deltagare
- Pierre de Maupertuis, ledare
- Alexis Claude Clairault, medlem av franska vetenskapsakademin
- Pierre Charles Lemonnier, medlem av franska vetenskapsakademin
- Charles Étienne Louis Camus, medlem av franska vetenskapsakademin
- de Sommereux, sekreterare
- d'Herbelot, tecknare
- abbé Regnaud Outhier, själasörjare och journalskrivare
- Anders Celsius
- Anders Hellant, tolk
- Sex betjänter och en kock

De hade även hjälp av soldater (lokala bönder) för att bland annat föra båten, fälla träd och bära mätinstrument.

### Mätpunkter
Från norr till söder
- Kittisvaara
- Pullinki
- Niemivaara
- Horilankero
- Aavasaksa
- Huitaperi
- Kaakamavaara
- Nivavaara
- Torneå kyrkas torn

Mellan Kittisvaara och Torneå är det ungefär 11 mil, det vill säga ungefär 1 breddgrad.

## Bessels och von Struves gradmätningar
Flera liknande gradmätningar gjordes ungefär hundra år senare i Tyskland under ledning av Friedrich Wilhelm Bessel och under medverkan av Johann Jacob Baeyer. Bessels resultat var något mindre än von Struves resultat.
Friedrich von Struve ledde en annan mätning, som var mycket längre än en breddgrad. Därvid kunde de Maupertuis arbete utnyttjas. von Struves mätning, där alltså de Maupertuis arbete ingår som en del, har nu blivit världsarv under namnet Struves meridianbåge.

## Slutsatser från gradmätningarna
När man jämför gradmätningar gjorda vid olika latituder kan man räkna sig fram till jordens avplattning mot polerna. Avplattningen är en effekt av jordens rotation kring sin axel. Genom dessa gradmätningar bevisades att Isaac Newtons tidigare hypotes om jordens avplattning mot polerna var korrekt.